# Ermita de Santa Lucía (Pauls de Flamisell)

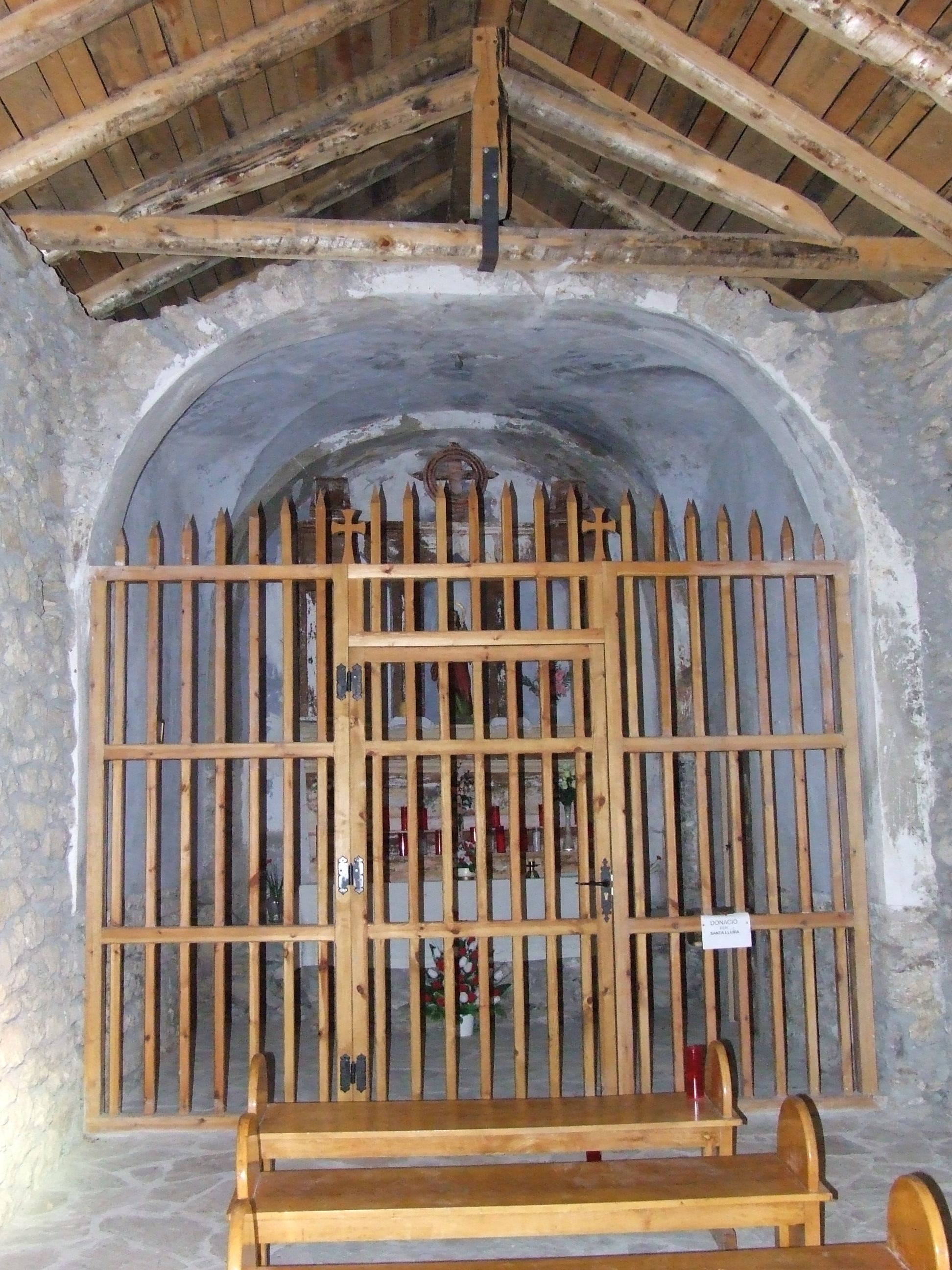
Interior, presbiterio
original.

La ermita de Santa Lucia de Pauls de Flamisell está en el término municipal de La Torre de Cabdella en la comarca del Pallars Jussá, en el pueblo de Pauls de Flamisell, perteneciente a la provincia de Lérida.

## Historia
Es una ermita aislada, situada a unos 350 metros al noroeste del pueblo al que pertenece. Es accesible desde la pista que conduce al pueblo: 400 metros antes de llegar, se encuentra un sendero hacia el oeste-noroeste que conduce al cabo de 250 metros, hasta la ermita.
Abandonada y en estado de degradación, conserva bastantes elementos de la primitiva construcción románica, sobre todo por la parte exterior. Se trata de una iglesia de una sola nave, con ábside semicircular, como es habitual en el románico, orientado a levante.
En el ábside, se puede ver una ventana de doble derrame, ya un poco deteriorada, así como las arcadas ciegas que lo coronan, con pequeñas ménsulas lisas.
El aparato es rústico, pero las hileras tienden a la regularidad. Se trata de una obra de finales del siglo XI al XII, agrandada por el lado de la nave en épocas posteriores.